# 笑福亭智丸
笑福亭 智丸（しょうふくてい ちまる、1988年11月17日 - ）は、上方落語協会に所属する落語家、笑福亭仁智門下。本名∶疋田 龍乃介。本名名義で詩人としても活動する。出囃子は『六段くずし』。過去には『ビタースウィート・サンバ』も使用していた。

## 経歴
- 2004年、大阪市立豊崎中学卒。
- 2007年
  - 関西大倉高校卒。
  - 大阪芸術大学芸術学部文芸学科入学。
  - 落語研究寄席の会（落研）に入部。第37代会長を務める。高座名は田舎家君吉。
- 2011年
  - 同大学卒業（山田兼士ゼミ）。
  - 同大学の大学院へ進学。
- 2012年、詩集「歯車VS丙午」上梓。同年の中原中也賞候補、萩原朔太郎とをるもう賞候補にあがる。
- 2013年
  - 修士課程（芸術文化学）修了。
  - 4月1日、笑福亭仁智に入門。3番弟子となる。
  - 6月8日、富山県高岡市にて「動物園」と南京玉簾で初舞台。
  - 出番前に師匠から笑福亭智丸の名前を授かる。
- 2016年3月31日、丸3年の修行を終え年季明け。

## 人物
- 落語界の「文芸派」を名乗る。中学時代からの文芸好きで、中島らもを入り口に純文学と出会い、「口語的な文体のリズムが魅力」と町田康や中原昌也にはまった。ちょうど同じころからお笑いを好きになり、ライブに通うようになった[1]。
- 現代文学や現代詩の手法を応用した新作落語に取り組んでいる[2]。
- 実家は天六駅近くの質屋。
- 落語研究会の同期に鈴木もぐら（空気階段）、2期上にななまがり、3期上にミルクボーイがいた[3]。落研時代は漫才も演じていた。
- 招き猫のポーズに近い（手首は曲げない）「智ーポーズ」を上方の演芸人の間で流行らせている。

## 著書
- 『歯車vs丙午』 思潮社、 2012年10月（詩集、疋田龍乃介 名義）